# Edna Purviance
Olga Edna Purviance, född 21 oktober 1895 i Paradise Valley i Nevada, död 11 januari 1958 i Hollywood i Los Angeles, var en amerikansk skådespelerska.

## Biografi
Edna Purviance arbetade som sekreterare i San Francisco när hon upptäcktes av Charlie Chaplin 1915. Hon hade den kvinnliga huvudrollen i nästan alla hans filmer fram till och med 1923. Deras förhållande blev då ansträngt, och Chaplin valde en annan skådespelerska till huvudrollen i filmen Guldfeber. Hon fick dock behålla sitt kontrakt och Chaplin fortsatte att betala henne lön.
Purviance hade sedermera statistroller i två av Chaplins ljudfilmer. Hon avled 1958 av strupcancer.

## Filmografi i urval
- 1915 – Hela natten lång
- 1916 – Greven
- 1917 – Lugna gatan
- 1917 – Hälsobrunnen
- 1917 – Äventyraren
- 1918 – På axel gevär
- 1919 – På solsidan
- 1921 – Chaplins pojke
- 1923 – En kvinna i Paris
- 1947 – Monsieur Verdoux
- 1952 – Rampljus